# الآثار الصحية للقهوة

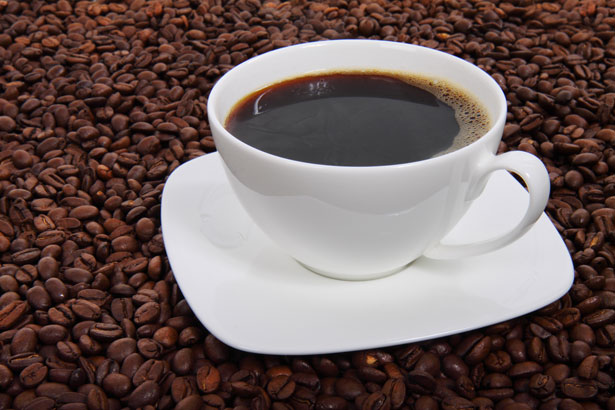
فنجان من القهوة

تتنوع تأثيرات القهوة على الصحة بين التأثيرات الإيجابية والسلبية، وبناء على المعطيات المتوفرة حالياً لا توجد أدلة كافية لتشجيع استهلاك القهوة أو لتشجيع الامتناع عن ذلك.

## المكونات الكيميائية

### الكافيين
يؤثر الكافيين  على العديد من أجهزة الجسم، وتأثيراته على الصحة تتغير بتغير العوامل الوراثية والجنس والعمر والعوامل البيئية ، وبالإضافة للقهوة يوجد الكافيين أيضاً في الشاي وفي المشروبات الغازية ومشروبات الطاقة وفي المثلجات والشوكولاتة ، ويتوفر الكافيين كذلك - بصورة نقية أو مع أدوية أخرى كالأسبرين - على شكل أقراص تستخدم في علاج الصداع.
ويظهر من الدراسات أن استهلاك ما يصل إلى 400 مغ من الكافيين في اليوم آمن بالنسبة لمعظم البالغين ، ومع هذا فإن التقارير بحدوث حالات التسمم بكميات كبيرة من الكافيين في ازدياد خاصة في فئة المراهقين الذين يشربون مشروبات الطاقة  حيث أن العلبة الواحدة من بعض أنواع مشروبات الطاقة قد تحوي على ما قد يصل إلى 500 مغ من الكافيين ، وأعراض التسمم بالكافيين تشمل الخفقان والارتعاش والهلوسة واضطربات الجهاز الهضمي وعدم انتظام ضربات القلب ونوبات الصرع.

### حمض الكلوروجينيك
يوجد حمض الكلوروجينيك (بالإنجليزية: Chlorogenic acid) في القهوة وهو من مضادات الأكسدة.

### الكافيستول
الكافيستول (بالإنجليزية: Cafestol) يرفع مستوى الكولسترول في الدم، ويوجد فقط في القهوة غير المصفاة كالقهوة التركية، حيث أنه لا يرشح مع القهوة عند تصفيتها.

## الآثار الصحية

### المنافع
- السكري: استهلاك القهوة يرتبط بتحسين حساسية الجسم لإنسولين وبضبط أفضل لمستوى الجلوكوز في الدم في مرضى السكري.[1]
- السكتة الدماغية: استهلاك القهوة يرتبط باخفاض متوسط في معدل حدوث السكتات الدماغية.
- الإمساك: استهلاك القهوة يرتبط بعلاقة عكسية مع عدد حالات الإمساك.[6]
- تليف الكبد: يرتبط شرب القهوة بعلاقة عكسية قوية مع حدوث تليف الكبد الكحولي.[7]
- مرض باركينسون: يرتبط شرب القهوة بتقليل خطر الإصابة بمرض باركنسون.[8]
- مرض ألزهايمر: شرب القهوة مرتبط بتوفير حماية صغيرة ضد مرض آلزهايمر.[9]
- التهاب المفاصل: يرتبط استهلاك القهوة عكسياً مع مستوى حمض اليوريك في الدم [10] ومع معدل وقوع داء النقرس.[11]
- السرطان: يرتبط شرب القهوة بانخفاض خطر الإصابة بسرطان الفم والبلعوم [12] وسرطان الكبد [13] وسرطان بطانة الرحم [14] وسرطان البروستات.[15]

### الأضرار
- ضغط الدم: ترفع القهوة ضغط الدم فقط في من لم يعتد على شربها وقد يصل الارتفاع في الضغط إلى 10 مليمتر زئبق.
- امتصاص الحديد: شرب القهوة يقلل من امتصاص الحديد [16]، وشرب الأم للقهوة ممكن أن يساهم في إصابتها هي ورضيعها بفقر الدم الناجم عن نقص الحديد.[17]
- امتصاص الأدوية: تعيق القهوة امتصاص بعض الأدوية، فمثلاً يمكن للقهوة أن تخفض 60% من امتصاص دواء الأليندورنيت (بالإنجليزية: Alendronate) [18] الذي يستخدم لعلاج هشاشة العظام، وكذلك تعيق القهوة امتصاص دواء الليفوثيروكسين (بالإنجليزية: Levothyroxine) [19] والذي يستخدم في علاج قصور الغدة الدرقية.
- هشاشة العظام: الاستهلاك العالي للقهوة يرتبط بانخفاض كثافة العظم [20] وزيادة خطر التعرض لكسور العظام خاصة في النساء.[21]
- سلس البول: الاستهلاك العالي للقهوة يرتبط بزيادة معدل وقوع حالات سلس البول.[22]
- الدهون في الدم: لا تؤثر القهوة المصفاة على مستوى الدهون في الدم، ولكن القهوة غير المصفاة تحتوي على مركبات دهنية كالكافيستول والذي قد يرفع متسوى دهون الدم، حيث أظهرت دراسة أن شرب 4 إلى 6 أكواب يومياً من القهوة المغلية غير المصفاة يرفع مستوى الكولسترول 18.5 مغ/دل.
- سرطان الرئة وسرطان المثانة البولية: يرتبط شرب القهوة بزيادة خطر الإصابة بسرطاني الرئة [23] والمثانة البولية [24]، ولكن هذا قد يرجع إلى أن استهلاك القهوة في المدخنين أكثر منه في غيرهم.[25]

## آثار ما يضاف إلى القهوة

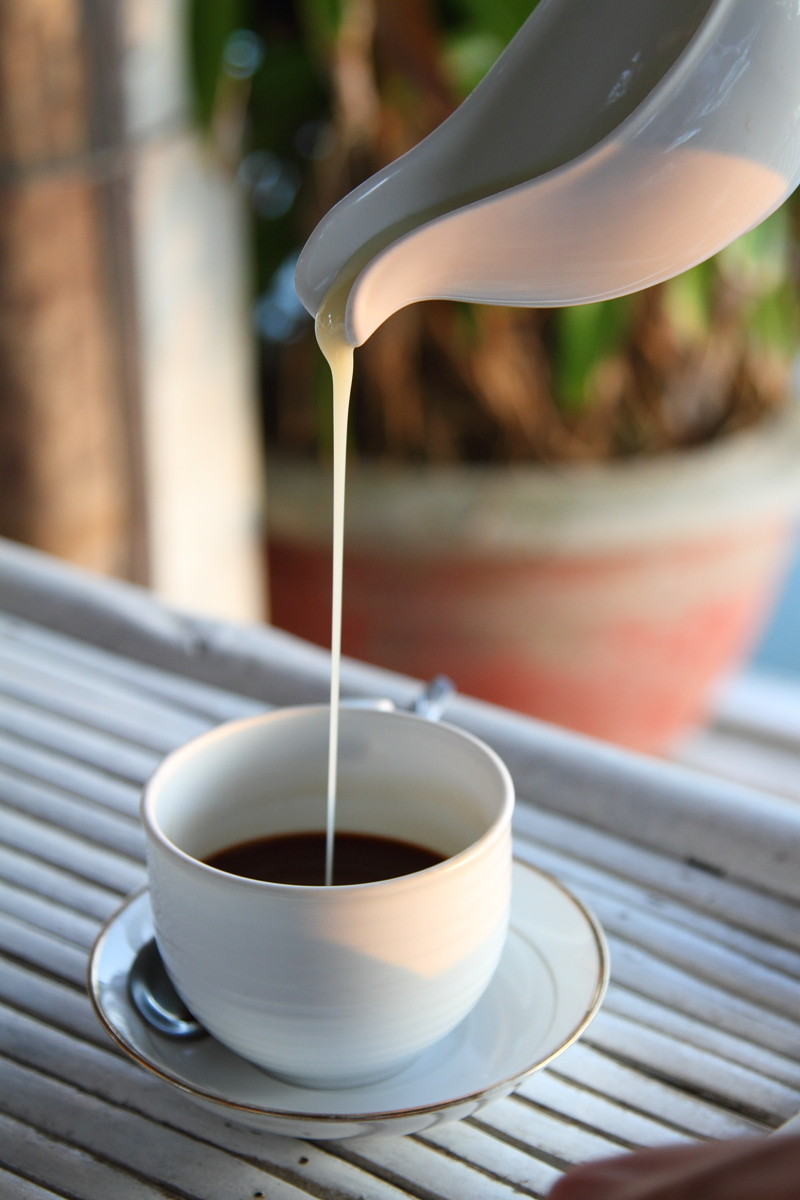
إضافة الحليب إلى القهوة

### السكر
إضافة السكر إلى القهوة قد يقلل من الفوائد الصحية لها.

### الحليب
إضافة الحليب إلى القهوة لا يرتبط بأي تغيرات مهمة من ناحية التسبب بالأمراض أو الوقاية منها.

### الكريمة
الكريمة غير المشتقة من الحليب ومنتجاته غنية بالدهون المتحولة.

### الكحول
لا تحسن القهوة من القدرة على الانتباه عند شربها مع الكحول.

## اقرأ أيضاً
- كافيين
- الآثار الصحية للشاي
- قهوة بالحليب
- قهوة بيضاء